# Alamo (Tennessee)
Alamo è un comune degli Stati Uniti d'America, situato nello Stato del Tennessee, nella Contea di Crockett, della quale è il capoluogo.